# Croton mallotophyllus
Espèce
Classification APG II (2003)
Croton mallotophyllus est une espèce de plantes à fleurs du genre Croton et de la famille Euphorbiaceae présente à l'ouest de la Nouvelle-Guinée.

## Découverte
L'espèce est découverte par le botaniste M. H. Grass, qui a effectué quatre expéditions en Nouvelle-Guinée, financées par Richard Archibold, de Washington.

## Référence
1. ↑  Croizat, Luc. “NEW SPECIES OF CROTON L. FROM NEW GUINEA.” Journal of the Arnald Arboretum, vol. 33, no. 4, 1942, pp. 329–356.